# Państwowa Komisja Badania Wypadków Lotniczych

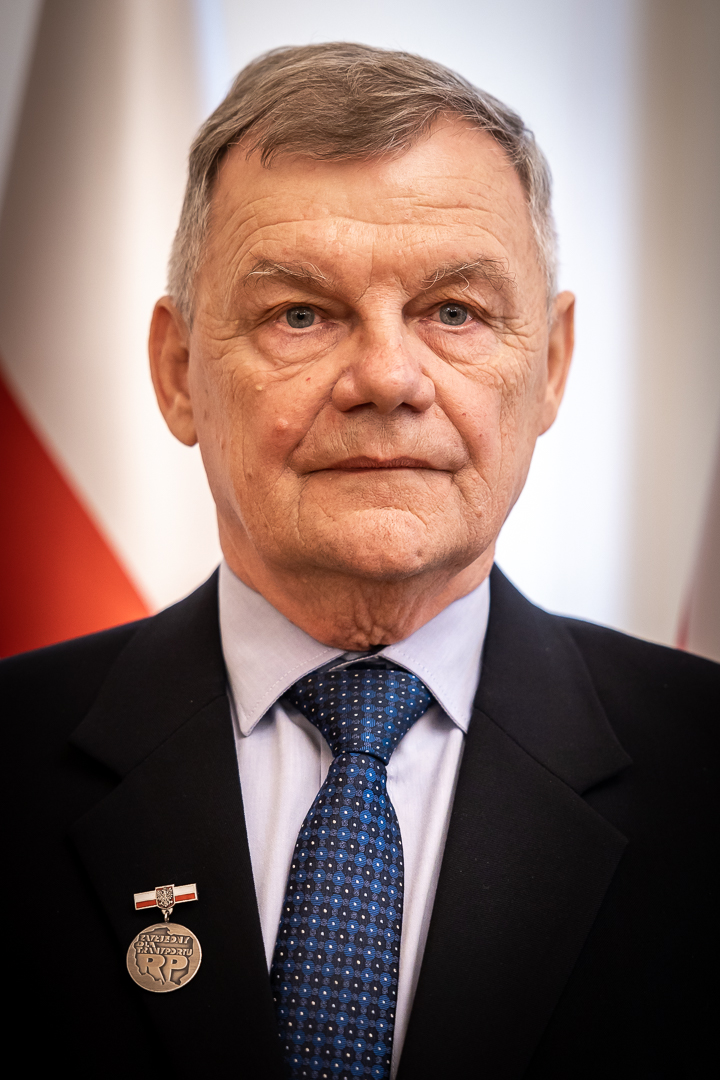
Bogusław Trela, Przewodniczący PKBWL w latach 2020-2023 – uhonorowany za pracę na rzecz PKBWL odznaką honorową „Zasłużony dla transportu Rzeczypospolitej Polskiej”.

Państwowa Komisja Badania Wypadków Lotniczych (PKBWL) – polska niezależna stała komisja działająca przy ministrze właściwym do spraw transportu (od 2007 roku Ministerstwo Infrastruktury, od 2011 roku Ministerstwo Transportu, Budownictwa i Gospodarki Morskiej). Powołana do życia w 2002 roku, prowadząca badania zdarzeń lotniczych czyli wypadków, poważnych incydentów i w niektórych okolicznościach incydentów lotniczych. PKBWL wykonuje swoje zadania w imieniu ministra właściwego do spraw transportu. Główna siedziba PKBWL znajduje się w Warszawie, z kolei dwa przedstawicielstwa terenowe PKBWL znajdują się w Gliwicach i Poznaniu. 

## Historia powstania PKBWL
Do wejścia w życie w 2002 r. nowej ustawy – Prawo lotnicze obowiązki prowadzenia badań zdarzeń lotniczych realizowała Główna Komisja Badania Wypadków Lotniczych (GKBWL) oraz okręgowe komisje działające przy wszystkich okręgowych Inspektoratach Kontroli Cywilnych Statków Powietrznych. Po zmianie przepisów obowiązki powyższych zostały przypisane nowo powołanej Państwowej Komisji Badania Wypadków Lotniczych (PKBWL), która przejęła też część obowiązków Głównego Inspektoratu Lotnictwa Cywilnego. Zmiana była uzasadniona wstąpieniem Polski do Unii Europejskiej, która do tego czasu nie posiadała w pełni niezależnej instytucji, zajmującej się wyjaśnianiem wypadków i incydentów z udziałem samolotów, spadochroniarzy, motolotniarzy czy paralotniarzy. Po utworzeniu PKBWL, funkcję Przewodniczącego, którego zadaniem było utworzenia nowego zespołu badaczy wypadków w lotnictwie cywilnym powierzono Stanisławowi Żurkowskiemu, który to pracę na rzecz bezpieczeństwa lotniczego rozpoczął jeszcze w GKBWL, a w latach 2001–2002 pełnił funkcję jej Przewodniczącego. Funkcję Przewodniczącego PKBWL pełnił do 2006 r.

## Zadania i kompetencje PKBWL
PKBWL jest organem Rzeczypospolitej Polskiej, którego zadaniem jest badanie i nadzorowanie badań zdarzeń lotniczych w celu ustalenia ich przyczyn oraz wydawania zaleceń dotyczących bezpieczeństwa, mających na celu uniknięcie podobnych zdarzeń w przyszłości. 
PKBWL prowadzi i nadzoruje badania zdarzeń lotniczych uwzględniając standardy i zalecane praktyki określone w Załączniku 13 do Konwencji o Międzynarodowym Lotnictwie Cywilnym, której stronami są 193 Państwa, w tym Rzeczpospolita Polska. Krajową podstawą prawną określającą zasady badania zdarzeń lotniczych, powoływania członków PKBWL i funkcjonowania Komisji jest Ustawa Prawo lotnicze z dnia 3 lipca 2002 r. Na szczeblu Unii Europejskiej kwestia badania zdarzeń lotniczych jak i funkcjonowania organu badającego tychże zdarzeń jakim jest PKBWL regulowana jest Rozporządzeniem Parlamentu Europejskiego i Rady (UE) nr 996/2010 z dnia 20 października 2010 roku.
Zgodnie z postanowieniami wyżej wymienionych dokumentów, w zakresie swoich funkcji PKBWL jest niezależna funkcjonalnie od jakiegokolwiek organu odpowiedzialnego za bezpieczeństwo i wydawanie przepisów dotyczących lotnictwa cywilnego, a także od wszelkich innych podmiotów, których interesy lub cele mogą być sprzeczne z zadaniami powierzonymi PKBWL. PKBWL podlega jednakże kontroli Najwyższej Izby Kontroli. PKBWL posiada niezbędne wyposażenie do prowadzenia badań wypadków i incydentów oraz współpracuje w ramach specjalistycznych badań z instytutami i organizacjami badawczymi.
PKBWL jest także aktywnym członkiem organizacji międzynarodowych zrzeszających organy i specjalistów ds. badania wypadków lotniczych takich jak: ENCASIA, ISASI, ESASI czy ECAC.
Wynik badania konkretnego wypadku, poważnego incydentu albo incydentu lotniczego zawarty jest w raporcie końcowym lub uchwale, które odpowiednio opracowywane są przez członka PKBWL. Podejmując opracowanie raportu końcowego czy też uchwały, członkowie PKBWL kierują się zasadą swobodnej oceny dowodów i nie są związani poleceniem co do treści podejmowanych raportów końcowych czy też uchwał. Członek PKBWL nie może występować w roli biegłego sądowego w zakresie spraw prowadzonych przez Komisję. Regulamin działania Komisji wydaje minister właściwy do spraw transportu.
W przypadku zaistnienia wypadku w lotnictwie państwowym (najczęściej wojskowym) powoływana jest każdorazowo Komisja Badania Wypadków Lotniczych Lotnictwa Państwowego (KBWLLP).

## Skład i obowiązki członków PKBWL
- Przewodniczący
- Zastępcy Przewodniczącego (dwóch),
- Sekretarz
- Członkowie

Przewodniczący, kieruje pracami Komisji i reprezentuje ją na zewnątrz. Przewodniczącego powołuje minister właściwy do spraw transportu na okres 4 lat. Przewodniczącym Komisji może zostać osoba posiadająca co najmniej trzyletnie doświadczenie w badaniu zdarzeń lotniczych.
Aktualnym Przewodniczącym PKBWL jest Tomasz Kuchciński. 
Zastępców Przewodniczącego i Sekretarza Komisji powołuje, na wniosek Przewodniczącego Komisji, Minister właściwy do spraw transportu, na okres 4 lat. Zastępcą Przewodniczącego Komisji może zostać osoba posiadająca co najmniej dwuletnie doświadczenie w badaniu zdarzeń lotniczych.
Członka Komisji powołuje Minister właściwy do spraw transportu, po zasięgnięciu opinii przewodniczącego Komisji, na okres 4 lat. Minister właściwy do spraw transportu może, na wniosek Komisji podjęty bezwzględną większością głosów, odwołać członka Komisji. Członkiem komisji może zostać osoba, która:
- jest obywatelem polskim i korzysta z pełni praw publicznych
- posiada pełną zdolność do czynności prawnych
- nie była karana za przestępstwo popełnione umyślnie
- posiada dyplom ukończenia studiów wyższych, a w szczególności jest:
  - specjalistą z zakresu prawa lotniczego
  - specjalistą z zakresu szkolenia lotniczego
  - specjalistą z zakresu ruchu lotniczego
  - specjalistą z zakresu eksploatacji lotniczej
  - inżynierem – konstruktorem lotniczym

Za specjalistów z danego zakresu uważa się osoby posiadające odpowiednie wykształcenie wyższe oraz udokumentowaną minimum pięcioletnią praktykę w danej dziedzinie.
W pracach Komisji w miarę potrzeb uczestniczą eksperci. Ekspertem może być osoba posiadająca kwalifikacje oraz doświadczenie w zakresie niezbędnym do badania zdarzenia lotniczego. Ekspertowi za udział w pracach Komisji oraz sporządzanie opinii lub ekspertyzy przysługuje wynagrodzenie ustalane w umowie cywilnoprawnej, którego wysokość uzależnia się od charakteru prowadzonego badania zdarzenia lotniczego i jego złożoności.

## Lista Przewodniczących PKBWL
- Stanisław Żurkowski (2002–2006)
- Edmund Klich (2006–2012)
- Maciej Lasek (2012–2016)
- Andrzej Lewandowski (2016–2020)
- Bogusław Trela (2020–2023)
- Krzysztof Miłkowski (2023–2024)
- Tomasz Kuchciński (od 2024)

## Podstawy prawne i proces badania zdarzeń lotniczych
Badanie zdarzeń lotniczych w RP jest procesem sformalizowanym i wykonywane jest na podstawie:
- Ustawy Prawo Lotnicze[10] i aktów wykonawczych do tej ustawy (w szczególności Rozporządzenia Ministra Transportu z dnia 18 stycznia 2007 r. w sprawie wypadków i incydentów lotniczych)[16];
- Rozporządzenia Parlamentu Europejskiego i Rady (UE) nr 996/2010 z dnia 20 października 2010 r. w sprawie badania wypadków i incydentów w lotnictwie cywilnym oraz zapobiegania im (Dz. Urz. UE L 295 z 12.11.2010, str. 35 z późn. zm.)[17];
- Rozporządzenia Parlamentu Europejskiego i Rady (UE) nr 376/2014 z dnia 3 kwietnia 2014 r. w sprawie zgłaszania i analizy zdarzeń w lotnictwie cywilnym oraz podejmowanych w związku z nimi działań następczych, zmiany rozporządzenia Parlamentu Europejskiego i Rady (UE) nr 996/2010 oraz uchylenia dyrektywy 2003/42/WE Parlamentu Europejskiego i Rady i rozporządzeń Komisji (WE) nr 1321/2007 i (WE) nr 1330/2007[18];
- Rozporządzenia Wykonawczego Komisji (UE) 2015/1018 z dnia 29 czerwca 2015 r. ustanawiającego wykaz klasyfikujący zdarzenia w lotnictwie cywilnym, które muszą być zgłaszane zgodnie z rozporządzeniem Parlamentu Europejskiego i Rady (UE) nr 376/2014[19].

Proces badania wypadków lotniczych jest oparty na założeniach i wymogach Załącznika 13 do Konwencji chicagowskiej i ma na celu zapobieganie wypadkom i incydentom lotniczym. PKBWL nie orzeka co do winy i odpowiedzialności. Udostępnianie wyników badań okoliczności i przyczyn zaistniałych wypadków i incydentów lotniczych, zebranych podczas prowadzenia badania zdarzenia lotniczego w celach innych niż cel, o którym mowa wyżej, może być dokonane wyłącznie na potrzeby postępowania przygotowawczego, sądowego lub administracyjnego za zgodą sądu.
Obowiązkiem badania objęte są wypadki i incydenty lotnicze:
- Cywilnych statków powietrznych na terytorium Rzeczypospolitej Polskiej i w polskiej przestrzeni powietrznej (Komisja może odstąpić od badania zdarzenia tylko jeśli: statek powietrzny w chwili zdarzenia był używany przez osobę nieuprawnioną, osoba używająca statku powietrznego była pod wpływem alkoholu lub środków odurzających, statek powietrzny został zbudowany lub był użytkowany niezgodnie z obowiązującymi przepisami, statek powietrzny był używany w wyniku przestępstwa, w szczególności uprowadzenia);
- Cywilnych statków powietrznych polskich lub obcych, eksploatowanych przez użytkowników polskich poza granicami kraju, jeżeli przewidują to umowy lub przepisy międzynarodowe albo właściwy organ obcego państwa przekazał PKBWL uprawnienie do przeprowadzenia badania, albo sam nie podjął badania wypadku.

PKBWL obowiązkowo powiadamia każdorazowo Prezesa Urzędu o wszczęciu badania, a następnie w terminie 30 dni od dnia otrzymania informacji o zaistnieniu wypadku lotniczego, przesyła Prezesowi Urzędu raport wstępny. Raport końcowy z badania jest wydawany w formie uchwały PKBWL. Wnioski oraz zalecenia bezpieczeństwa formułowanie przez PKBWL, a wynikające z badania wypadków i incydentów lotniczych mają bardzo istotne znaczenie w procesie zarządzania bezpieczeństwem.
W Polsce przeciętnie zdarza się rocznie ponad 100 wypadków i poważnych incydentów lotniczych i kilka tysięcy incydentów i innych zdarzeń lotniczych. W 2021 roku zginęło 6 osób (w 2020 – 5 osób).

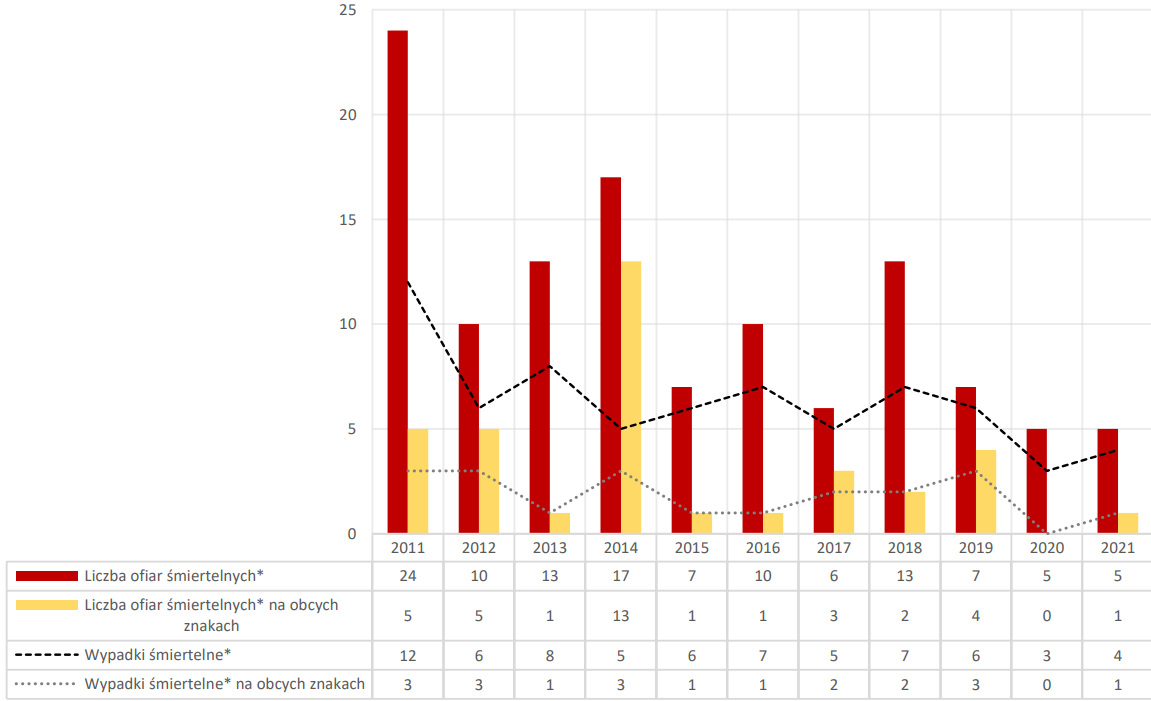
Wypadki śmiertelne w Polsce z udziałem małych samolotów, samolotów ultralekkich, śmigłowców, wiatrakowców, szybowców i balonów – wszystkie vs „na obcych znakach” – lata 2011–2021.

## Główne badania PKBWL w latach 2002-2023
Główne badania prowadzone przez PKBWL od 2002 r. w polskim transporcie  lotniczym naznaczyły historię polskiego lotnictwa cywilnego i PKBWL w wymiarze publicznym i medialnym.

### Wypadek samolotu Piper PA-31P w Topolowie
W dniu 5 lipca 2014 r. około godziny 16:00 z lądowiska Rudnikach wystartował samolot Piper PA-31 Navajo w celu wykonania zrzutu spadochroniarzy. Wskutek spadku mocy zespołu napędowego i braku wznoszenia pilot podjął decyzję lądowania awaryjnego w terenie przygodnym w odległości ok. 4200 m (w linii prostej) od progu pasa. Samolot w stanie przeciągnięcia wykonał około ¾ obrotu w prawo wokół swej osi podłużnej, a następnie z dużym kątem pochylenia i przechylenia na lewe skrzydło zderzył się z ziemią. Nastąpił znaczny wyciek paliwa z uszkodzonych zbiorników skrzydłowych na gorące elementy silników, co spowodowało pożar samolotu. Mieszkańcy z rejonu upadku samolotu pomogli wydostać się z kabiny trzem osobom, z których dwie zmarły na miejscu z powodu odniesionych ran i poparzeń, a pozostałych dających oznaki życia osób z powodu gwałtownie rozprzestrzeniającego się pożaru nie zdołano uratować. W wyniku wypadku 11 osób straciło życie a 1 doznała poważnych obrażeń ciała. 

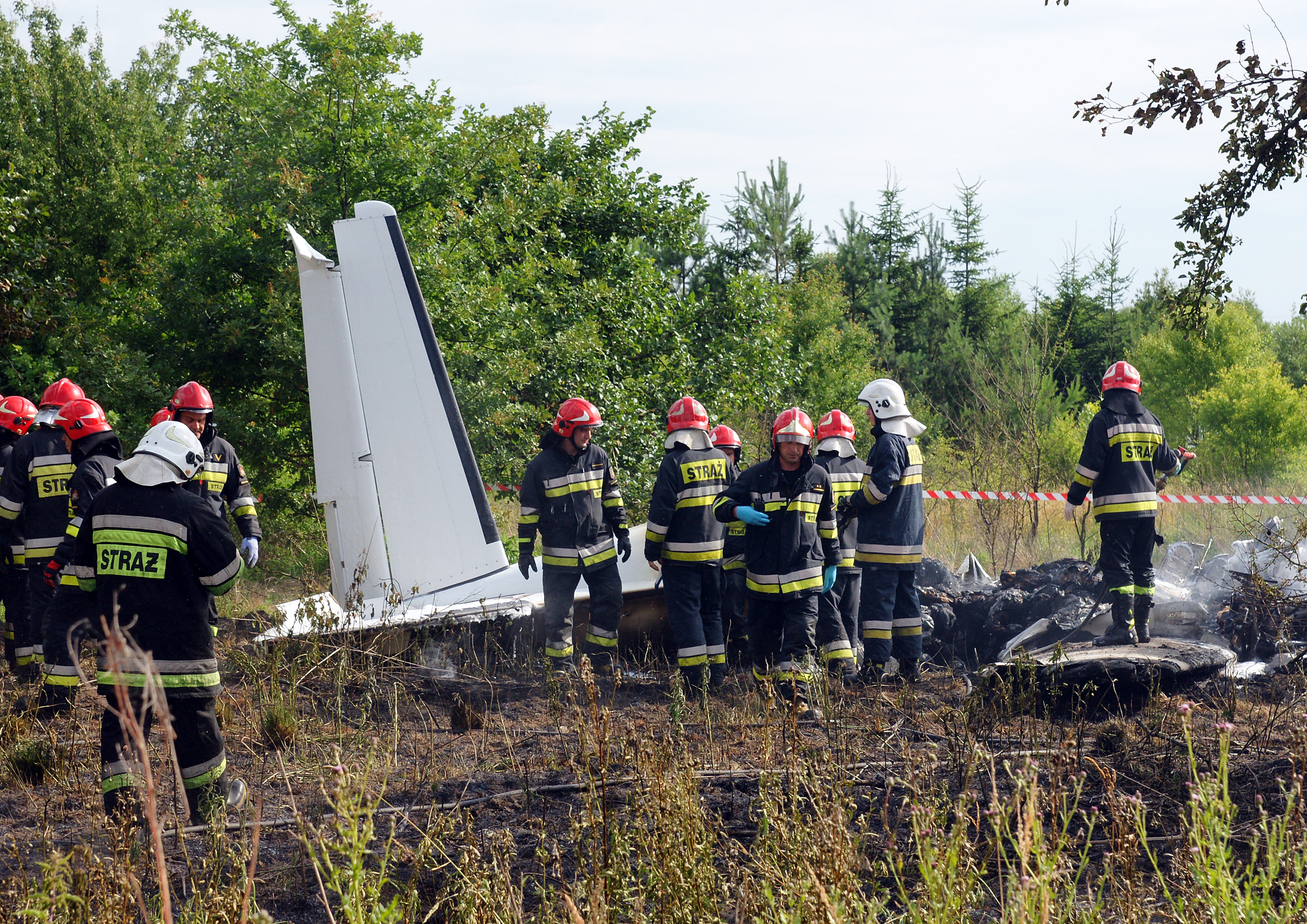
Katastrofa w Topolowie

PKBWL zakończyła badanie 10 września 2019 r. ustalając, że przyczyną wypadku było: 
1. Użytkowanie samolotu bez ważnego Świadectwa Zdatności do Lotu.
2. Uszkodzenie i zniszczenie sprzęgła kołkowego połączenia wału korbowego z wałkiem napędowym przekładni śmigła prawego silnika, co spowodowało wyłączenie z pracy prawego śmigła samolotu oraz przerwało pracę regulatora kąta natarcia jego łopat, powodując ich ustawienie w chorągiewkę, czego wynikiem stała się asymetria ciągu prowadząca do przeciągnięcia samolotu i utraty sterowności.
3. Przeciągnięcie w ostatniej fazie lądowania awaryjnego.

### Awaryjne lądowanie lotu PLL LOT 016
W dniu 1 listopada 2011 roku Boeing 767-300ER odbywał lot z Newark do Warszawy. Kapitanem lotu nr 016 był Tadeusz Wrona, a drugim pilotem Jerzy Szwarc. Pierwsze informacje o kłopotach technicznych załoga sygnalizowała już w pół godziny po starcie z portu lotniczego Newark-Liberty w Stanach Zjednoczonych. Stwierdzono usterkę centralnego systemu hydraulicznego. Po zrealizowaniu procedury związanej z sygnalizacją usterki i konsultacji z centrum operacyjnym operatora załoga podjęła decyzję o kontynuowaniu lotu do Warszawy. Pasażerów o awarii poinformowano w trzeciej godzinie lotu. W trakcie podejścia do lądowania na lotnisko Warszawa-Okęcie załoga wykonała procedurę wypuszczenia podwozia za pomocą instalacji alternatywnej. Okazało się, że zadziałały klapy, ale nie wysunęło się podwozie. Załoga sprawdziła poprawność wykonania procedury. Następnie zgłosiła do kontrolera ruchu lotniczego informacje o braku możliwości wypuszczenia podwozia i poprosiła o pomoc centrum operacyjne. Samolot krążył w okolicy lotniska przez godzinę, aby wypalić paliwo – było go zbyt wiele na lądowanie awaryjne. Liczono także, że grawitacja odblokuje podwozie, co jednak nie nastąpiło.

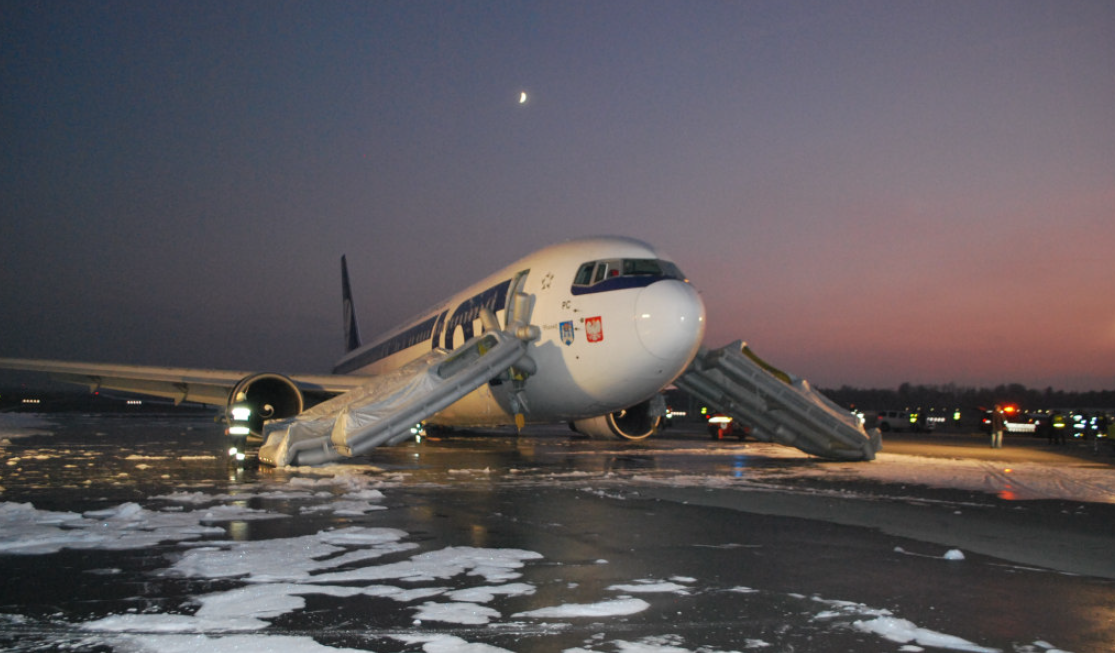
Boeing 767 po awaryjnym lądowaniu 1 listopada 2011 r.

Około godziny 13:40 informację o kłopotach Boeinga otrzymało lotnictwo wojskowe. Dwa myśliwce F-16 wystartowały w ciągu 10 minut z 32. Bazy Lotnictwa Taktycznego w Łasku. Kilka minut później zbliżyły się do Boeinga i nawiązały kontakt z samolotem. Piloci F-16 potwierdzili kapitanowi Wronie, że podwozie nie jest wypuszczone, a następnie eskortowali samolot aż do udanego lądowania ok. godz. 14:30. Samolot przyziemił na drodze startowej 33. Ocierał się kadłubem i gondolami silników o nawierzchnię, która została przedtem zalana pianą przeciwpożarową. Samolot zatrzymał się bez zbaczania z pasa na skrzyżowaniu dróg startowych, co spowodowało czasowe zamknięcie całego portu lotniczego.
PKBWL zakończyła badanie 15 grudnia 2017 w trakcie którego ustalono następujące przyczyny wypadku:
1. Uszkodzenie giętkiego przewodu hydraulicznego łączącego instalację hydrauliczną na prawej goleni podwozia z instalacją hydrauliczną „C”, które zapoczątkowało zdarzenie.
2. Otwarty bezpiecznik C829 BAT BUS DISTR w obwodzie zasilania instalacji awaryjnego wypuszczania podwozia w warunkach niesprawności centralnej instalacji hydraulicznej.
3. Niewykrycie przez załogę lotniczą otwartego bezpiecznika C829 podczas podejścia do lądowania, po stwierdzeniu że nie można wypuścić podwozia z użyciem instalacji alternatywnej.

### Wypadek Cessny Grand Caravan 208B na lądowisku w Chrcynnie
W dniu 17 lipca 2023 r., na lądowisku w Chrcynnie, w ramach działalności statutowej, odbywało się szkolenie praktyczne. Szkolenie realizowane było na samolocie Cessna Grand 208 Caravan należącym do Aeroklubu Warszawskiego. W szkoleniu brało udział trzech pilotów: pilot instruktor i dwóch pilotów przeszkalających się na ten typ samolotu.

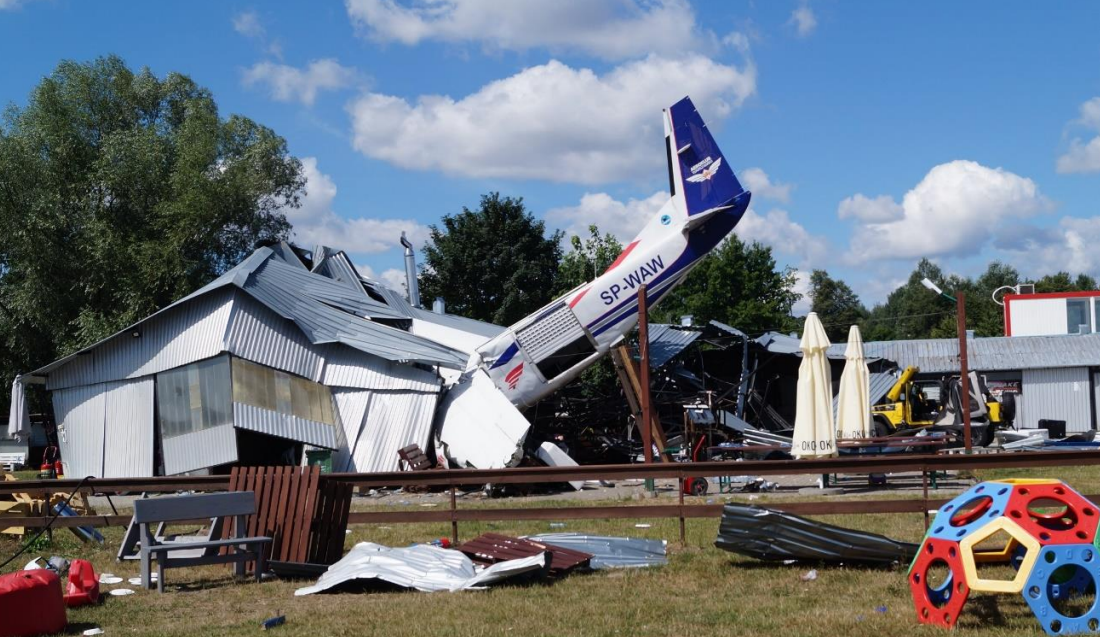
Wypadek lotniczy w Chrcynnie

O godz. 19:23 samolot wystartował do ostatniej serii lotów po kręgu, po których loty miały się zakończyć. Po wykonaniu kręgu, na prostej do drogi startowej, pilot szkolony skonfigurował samolot do lądowania. Klapy skrzydłowe zostały wypuszczone do pozycji 30°. Następnie pilot szkolony wykonał konwojera. Przed oderwaniem się od drogi startowej klapy samolotu zostały ustawione w płożenie startowe tj. na kąt 20°. Na wysokości około 10 m sterowanie samolotem przejął pilot instruktor. Po przejęciu sterowania, zwiększając zakres pracy silnika do wartości maksymalnych, pilot instruktor wykonał zakręt w lewo, pogłębiając płynnie przechylenie. Przy przechyleniu około 60°, tracąc siłę nośną, samolot zaczął ześlizgiwać się na lewe skrzydło, zmniejszając wysokość. Przy przechyleniu około 70° doszło do kontaktu lewego skrzydła z nawierzchnią trawiastą lądowiska, w bezpośredniej bliskości „wieży” lądowiska i ogrodzenia placu zabaw dla dzieci. Chwilę później, tj. o godz. 19:40, zmniejszając przechylenie, samolot zderzył się z samochodem terenowym zaparkowanym przed blaszanym budynkiem, a następnie z budynkiem. W wyniku zderzenia samolotu z budynkiem pilot instruktor poniósł śmierć na miejscu. 4 osoby przebywające przed budynkiem i w jego środku poniosły śmierć na miejscu. 8 innych osób (w tym 1 dziecko) odniosło obrażenia ciała różnego stopnia. Stan 2 osób określony został jako ciężki, jedna z tych osób w wyniku odniesionych obrażeń zmarła w szpitalu dwa dni po wypadku.
Badanie wypadku jest kontynuowane przez zespół PKBWL.

## Katastrofa polskiego Tu-154 w Smoleńsku
Państwowa Komisja Badania Wypadków Lotniczych (PKBWL) nie badała katastrofy polskiego Tu-154 w Smoleńsku. W „Rejestrze zdarzeń lotniczych 2010”, opublikowanym na jej stronach internetowych, katastrofę w Smoleńsku oznaczono sygnaturą 300/10 z adnotacją, że jednostką badającą jest komisja obca (komisja rosyjska).
Na podstawie Załącznika 13 do Konwencji chicagowskiej o międzynarodowym lotnictwie cywilnym z 1944 roku, przewodniczący PKWBL, Edmund Klich, był akredytowanym przedstawicielem Polski przy wspólnej komisji rosyjskiego Międzypaństwowego Komitetu Lotniczego (MAK) i rosyjskiego Ministerstwa Obrony do zbadania przyczyn katastrofy. W dniach 15–28 kwietnia 2010 Edmund Klich był również szefem Komisji Badania Wypadków Lotniczych Lotnictwa Państwowego (KBWLLP), powołanej przez ministra obrony narodowej w celu zbadania katastrofy w Smoleńsku.